# Chichibu (książę)
Chichibu no miya Yasuhito Shinnō (jap. 秩父宮雍仁親王 Chichibu-no-miya Yasuhito-shinnō; ur. 25 czerwca 1902, zm. 4 stycznia 1953) – książę japoński, generał major Cesarskiej Armii Japońskiej, w latach 1926–1933 następca tronu Japonii.
Do 1922 używał tytułu książę Atsu (Atsu-no-miya). Był drugim spośród czterech synów cesarza Taishō (Yoshihito) i cesarzowej Teimei (Sadako). Jego starszym bratem był kolejny cesarz Hirohito (Shōwa).
28 września 1928 poślubił Setsuko Matsudairę (córkę dyplomaty Tsuneo Matsudairy). Para nie miała dzieci.